# Skogspungmes
Skogspungmes (Anthoscopus flavifrons) är en afrikansk fågel i familjen pungmesar inom ordningen tättingar. Den förekommer i skogsområden i västra och centrala Afrika. Beståndet anses vara livskraftigt.

## Utseende och läte
Skogspungmesen är en mycket liten (9 cm) och färglös fågel med vass näbb. Den är matt olivgrön på ryggen, med beigegult på undersidan och pannan. Arten är lik gul pungmes, men är mycket mer dämpad i färgerna. Den kan möjligen förväxlas med meshylia, men är mer färglös och saknar streckning på huvud och bröst. Lätet består av ett mycket ljust ”sit” som kan vara svårt att höra.

## Utbredning och systematik
Skogspungmesen förekommer i västra och centrala Afrika. Den delas in i tre underarter med följande utbredning:
- Anthoscopus flavifrons waldroni – förekommer i regnskog från Ghana till Elfenbenskusten och Liberia
- Anthoscopus flavifrons flavifrons – förekommer från östra Nigeria till Kamerun, Gabon och norra Demokratiska republiken Kongo
- Anthoscopus flavifrons ruthae – förekommer i sydöstra Demokratiska republiken Kongo (sydöstra Kivu-provinsen)

## Levnadssätt
Skogspungmesen hittas i låglänt regnskog, ungskog och ibland även i plantage. Den ses i par eller i småflockar, vanligen i trädtaket, där den är ovanlig och svår att få syn på. Födan består av småfrukter och insekter.

## Status och hot
Arten har ett stort utbredningsområde och en stor population med stabil utveckling och tros inte vara utsatt för något substantiellt hot. Utifrån dessa kriterier kategoriserar internationella naturvårdsunionen IUCN arten som livskraftig (LC). Världspopulationen har inte uppskattats men den beskrivs som ovanlig till sällsynt.